# 奧里斯卡尼 (紐約州)
奧里斯卡尼（英語：Oriskany）是位於美國紐約州奧奈達縣的村。

## 人口
根據2020年美國人口普查的數據，奧里斯卡尼的面積為2.05平方千米，皆為陸地。當地共有人口1315人，而人口密度為每平方千米641人。